# Roland Laboye
Roland Laboye, né le 25 mars 1944  à Castres, est un photographe français, connu pour ses photographies empreintes d’humour ; il est le directeur de Montpellier Photovisions, une structure dépendant de la mairie de Montpellier, qui organise régulièrement des expositions de photographies.

## Biographie
Roland Laboye fait ses études secondaires au lycée Jean-Jaurès de Castres. Il devient photographe professionnel en 1969.
Il est lauréat du prix Niépce en 1977.
Dans le cadre du Mois de la Photo de Paris 2008, il présente une sélection de ses photographies récentes à la galerie Agathe Gaillard.

## Récompenses et distinctions
- 1977 : Prix Niépce
- 1985 :  Chevalier de l'ordre des Arts et des Lettres

## Collections publiques et privées
- Collection Michèle et Michel Auer
- Château d'eau de Toulouse
- Musée de la photographie de Thessalonique

## Reportages (sélection)
- 2000, Reportage sur Jérusalem
- 1995, Reportage sur la ville de Thessalonique.
- 1993, Reportage San Firmin, Pampelune.
- 1992, Reportage sur Almeria

## Expositions
- 1974 : Filleuls et parrains, Rencontres internationales de la photographie, Arles.
- 20 mai - 15 juin 1975 : Roland Laboye, Galerie municipale du Château d'eau, Toulouse.
- 1983 : Soirée Les honneurs de la maison : Roland Laboye, Marc Tulane, Françoise Saur, François Le Diascorn, Michel Massi, Felipe Martinez, Rencontres internationales de la photographie, Arles
- 1998 : Forum de l'image, Toulouse
- 2006 : Maison d’art Bernard-Anthonioz, Nogent-sur-Marne.
- 2008 : Galerie Agathe Gaillard, Paris.
- 28 mars - 10 juin 2013 : Le sirop de la rue : Roland Laboye, photographe, Musée des tapisseries, Aix-en-Provence.
- 23 janvier - 17 mai 2020 : Théâtre de la rue 1969-2019, Fondation Auer Ory pour la photographie, Hermance, Suisse.

## Livres de photographies
- avec Marc Riboud et Patrick Zachmann, Banlieues, texte de Philippe Sollers, Paris, Denoël, 1990, 109 p.  (ISBN 2-207-23702-8).
- Montpellier m'amuse, éditions Ida, 1999.
- Au vent d'antan. Personnages & figures : 1970-1980, texte de Michel Monsarrat, préface de Gaston Louis Marchal, JB conseil éditions, 2012, 91 p.  (ISBN 979-10-92042-00-9).